# 시암 (영화)
《시암》(태국어: สยามสแควร์, 영어: Siam Square)은 2016년 공개된 태국의 공포 영화이다. 파이랏 쿰완 감독 작품이다.

## 출연
- 에이샤 호수완 - 메이 역
- 모라꼿 리우 - 주블렉 역
- 핌 자이옌 - 터크 역
- 플러이 소나린 - 니드 역